# 前650年代
| 千纪： | 前1千纪 |
| 世纪： | 前8世纪 \| 前7世纪 \| 前6世纪                                                                              |
| 年代： | 前680年代 \| 前670年代 \| 前660年代 \| 前650年代 \| 前640年代 \| 前630年代 \| 前620年代                    |
| 年份： | 前659年 \| 前658年 \| 前657年 \| 前656年 \| 前655年 \| 前654年 \| 前653年 \| 前652年 \| 前651年 \| 前650年 |

前650年代從前659年1月1日開始，於前650年12月31日結束。

## 大事记
- 前659年，赤狄再攻邢國。齊桓公及宋、曹聯合救邢，遷邢於夷儀，代為築城。齊殺哀姜。魯僖公將費邑封其叔季友，稱季孙氏。將郕邑封慶父子公孙敖，稱孟孙氏。將郈邑封叔牙子公孙茲，稱叔孙氏。季孟叔三家鼎立，共執魯政，因都是魯桓公之子，故總稱三家為「三桓」。
- 前658年，齊桓公與諸侯築楚丘城，遷衛文公建都。燕莊公卒，燕襄公嗣位。
- 前656年，晉獻公欲立驪姬所生幼子奚齊為君，驪姬誣陷太子申生想要毒死其父，申生自縊而死。次子重耳奔蒲邑。三子夷吾奔二屈。齊桓公會宋、陳、衛、鄭、許、曹，聯軍攻蔡國，蔡潰，擄蔡穆侯，又釋放歸国。齊復為鄭築百代城，為宋疏田流水。聯軍將攻楚國，楚成王命大夫屈完勞軍，八國共為盟誓。
- 前653年，周惠王卒。曹昭公卒，子曹共公嗣位。
- 前652年，齊桓公与宋桓公、衛文公、許僖公、魯僖公、曹共公、陳國世子，於洮邑会盟，共尊太子鄭為周王，是為周襄王。
- 前651年，宋桓公卒，子宋襄公嗣位。齊桓公於葵丘會諸侯。晉獻公卒，子奚齊嗣位，大夫里克殺奚齊。大夫荀息又立卓子，里克又殺卓子，迎立夷吾，是為晉惠公。
- 前650年，狄滅溫國。晉惠公逼里克自殺。